# Västerås astronomi- och rymdforskningsförening
Västerås astronomi- och rymdforskningsförening (VARF) är en förening i Västerås som äger och driver Åkesta observatorium.
Föreningen är auktoriserad som lokal enhet inom Svenska Astronomiska Sällskapet.

## Historia
Observatoriet byggdes 1939 av amatörastronomen Åke Odelberg, och han gav sitt observatorium namnet "Stjärnstugan". 
Odelbergs intresse för astronomi och astronomistudier vid Uppsala universitet gjorde att han umgicks med flera astronomer från Uppsala astronomiska observatorium, som berömde hans gärning och besökte Åkesta.[1] Han var särskilt aktiv på 1940-talet, förde noga anteckningar om sina observationer och tog bilder med glasplåtar. Alla anteckningar samt många glasplåtar och bilder finns bevarade. 
Odelberg sålde observatoriet till Västerås kommun i december 1979.

## Verksamhet idag
Åkesta observatorium ägs idag av Västerås astronomi- och rymdforskningsförening, och har ett samarbete med Västerås kommun om öppethållande för skolor och allmänhet.
I Stjärnstugan finns ett teleskop med apertur (öppning) på 10"/250 mm. På området finns även ett större observatorium, som har teleskop med apertur på 16"/400 mm. Observationer görs både visuellt med okular, och med kameror.
Till observatorierna hör också ett uppvärmt klubbhus, för möten och visningar. 
VARF har ett stort samarbete med skolorna i Västerås, och besöks årligen av ca 1 400 personer från skolor, föreningar, företag, samt privatpersoner.

## Visningar
Vid klart väder kan besökare på observatoriet ofta se planeter, de vanligaste är Jupiter, Venus och Saturnus.  
Av stjärnhoparna räknas Pleiaderna till en av de mest populära, vacker i teleskop och lättillgänglig.  
Andra vanliga mål är Orion-nebulosan M42, Ring-nebulosan, och galaxer som Andromeda och Cigarr-galaxen M82.  
Av stjärnorna är Sirius och Albireo populära (båda dubbelstjärnor). 
VARF har även ordnat många specialvisningar vid speciella astronomiska händelser, såsom Venus-passagen 2012 eller kometen LoveJoy.
Vid dålig sikt hålls föredrag i "klubbhuset", med grafik och engagerande teman. 

## Guiderna
Guiderna i VARF jobbar ideellt med visningar och övriga projekt.

## Sponsorer

### Sparbanksstiftelsen Nya
Finansierar ett nytt datorstyrt teleskop med kringutrustning i Stjärnstugan. Delfinansierar ett nytt datorstyrt teleskop i stora observatoriet.

### Svenska Astronomiska Sällskapet
Finansierar en ljuskänslig kamera.

### Mälarenergi AB
Delfinansierar ett nytt datorstyrt teleskop i stora observatoriet.

### Leader Norra Mälarstranden
Delfinansierar ett nytt datorstyrt teleskop i stora observatoriet. Delfinansierar ombyggnation av klubbhus.

### Europeiska jordbruksfonden
Delfinansierar ett nytt datorstyrt teleskop i stora observatoriet. Delfinansierar ombyggnation av klubbhus.